# Oxypoda hudsonica
Oxypoda hudsonica är en skalbaggsart som beskrevs av Thomas Casey 1893. Oxypoda hudsonica ingår i släktet Oxypoda och familjen kortvingar. Inga underarter finns listade i Catalogue of Life.